# Reinhart Rüsken
Reinhart Rüsken (* 1. Dezember 1948 in Berlin) ist ein deutscher Jurist. Er war von 1995 bis 2014 Richter am Bundesfinanzhof.

## Leben und Wirken
Rüsken war nach Abschluss seiner juristischen Ausbildung zunächst ein Jahr als Rechtsanwalt tätig. 1978 trat er in den Justizdienst des Landes Hamburg ein und war als Richter dem Verwaltungsgericht Hamburg zugewiesen. Von Juli 1981 bis Juni 1983 war er als wissenschaftlicher Mitarbeiter an das Bundesverwaltungsgericht abgeordnet. Im Januar 1987 ging Rüsken als Richter an das Finanzgericht Hamburg. Von April 1994 bis Mai 1995 war er als Referatsleiter und stellvertretender Abteilungsleiter im Sächsischen Staatsministerium der Justiz tätig.
Nach seiner Ernennung zum Richter am Bundesfinanzhof im Juni 1995 wies das Präsidium Rüsken dem III. Senat zu, der im Wesentlichen für die Besteuerung Einzelgewerbetreibender, außergewöhnliche Belastungen sowie Investitionszulage zuständig ist. Ab Januar 1998 war er Mitglied des VII. Senats, der sich mit Zoll- und Marktordnungsrecht, in größerem Umfang mit dem Haftungs- und Vollstreckungsrecht sowie dem allgemeinen Recht der Abgabenordnung und dem Steuerberatungsrecht befasst. Rüsken trat am 31. Januar 2014 in den Ruhestand. 